# Maison Leboeuf
La  maison Lebœuf  est un immeuble Art déco situé à Reims dans le département français de la Marne en région Grand Est. Construit à partir de 1922, il a été inauguré le 26 mars 1923. Elle est sise au 11 de la rue de Talleyrand et doit son nom au commanditaire de la construction. Elle fut construite par Émile Fanja, architecte et Antoine Giudici, mosaïste.